# KOF: Sky Stage
 (juillet 2017).
Si vous disposez d'ouvrages ou d'articles de référence ou si vous connaissez des sites web de qualité traitant du thème abordé ici, merci de compléter l'article en donnant les références utiles à sa vérifiabilité et en les liant à la section « Notes et références ».
KOF: Sky Stage est un shoot 'em up Défilement vertical sorti en 2010 sur Xbox 360 et situé dans l'univers de la série de jeux de combat The King of Fighters. Il a connu une suite spirituelle nommée Neo Geo Heroes: Ultimate Shooting

## Système de jeu
Le joueur utilise 3 boutons : un pour tirer, un pour déclencher une attaque spéciale et un autre pour lancer une bombe. Une jauge d'énergie à trois niveaux se remplit lorsque le joueur détruit des ennemis. Elle permet de déclencher une attaque spéciale, et peut être chargée en fonction de son niveau de remplissage.
À chaque fois que le joueur détruit un ennemi, il libère une médaille, qui octroiera des points en fonction de son niveau: bronze, argent et or. Ce niveau dépend de la distance qui sépare l'ennemi détruit et le joueur.

## Personnages jouables
- Kyo Kusanagi
- Athena Asamiya
- Iori Yagami
- Kula Diamond
- Mai Shiranui
- Terry Bogard

## Accueil
- Official Xbox Magazine : 4/10[1]